# Паровоз Фонтейна

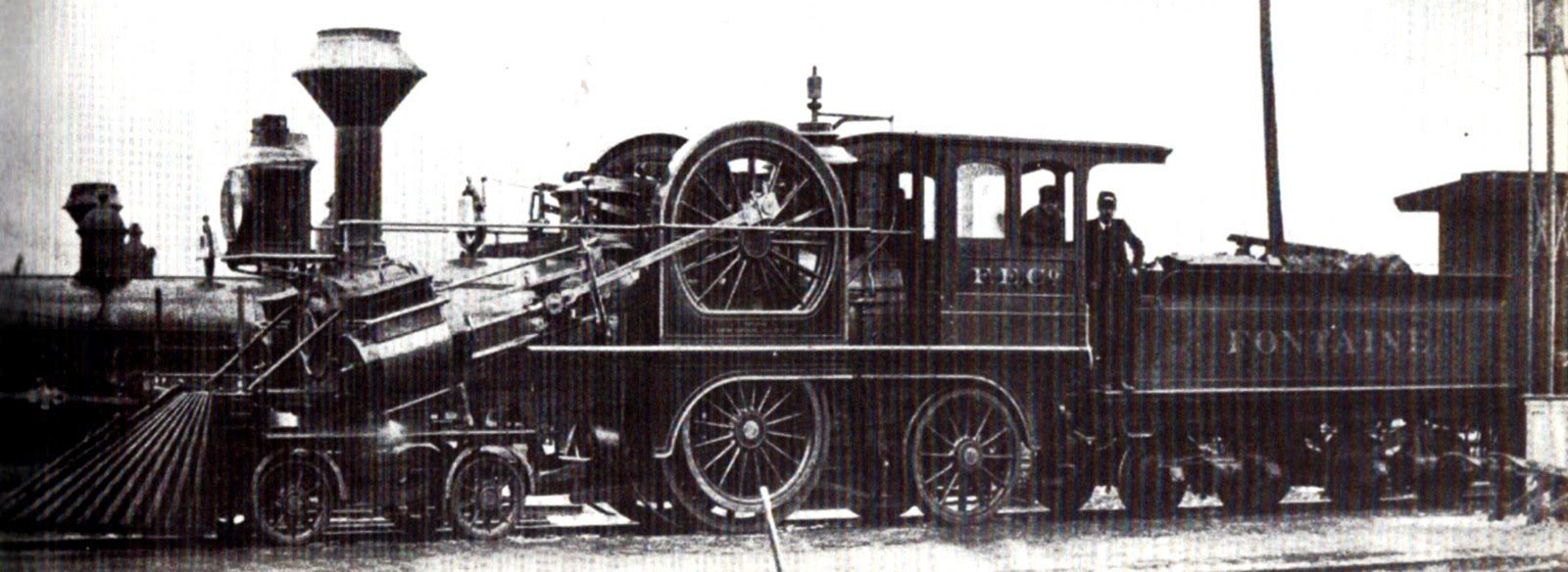
Паровоз Фонтейна

В 1881 году компания Grant Locomotive Works построила необычный локомотив для канадской железной дороги, спроектированный детройтским инженером Юджином Фонтейном, который впервые применил в своей конструкции фрикционную передачу: ведущее колесо локомотива располагалось на уровне бойлера с водой и посредством фрикционной передачи вращало колесо, контактирующее, непосредственно, с рельсом. 
Фонтейн считал, что из-за разницы диаметров ведущего и ведомого колес, его конструкция будет давать выигрыш в работе и скорости. Также новое расположение привода и ведущих колес позволило снизить риск поломок из-за дефектов дорожного полотна. По этой схеме были построены еще два паровоза. Практические испытания показали, что конструкция нисколько не эффективнее других, к тому же она была сложна в изготовлении, поэтому в экономических целях от нее отказались

.